# آکافلیک موشن ۱۳
آکافلیک موشن ۱۳ (به انگلیسی: Akaflieg_München_Mü13) یک هواگرد ملخ‌پیشین تک‌موتوره از نوع بادپر ساخت شرکت Akaflieg München است. هواگرد آکافلیک موشن ۱۳ نخستین پروازش را در ۱۹۳۵ میلادی انجام داد. در مجموع، تعداد ca 150 فروند از این هواگرد ساخته شده‌است.
طراح این هواگرد، Egon Scheibe, Kurt schmidt and Tony Troeger بود.

## نگارخانه

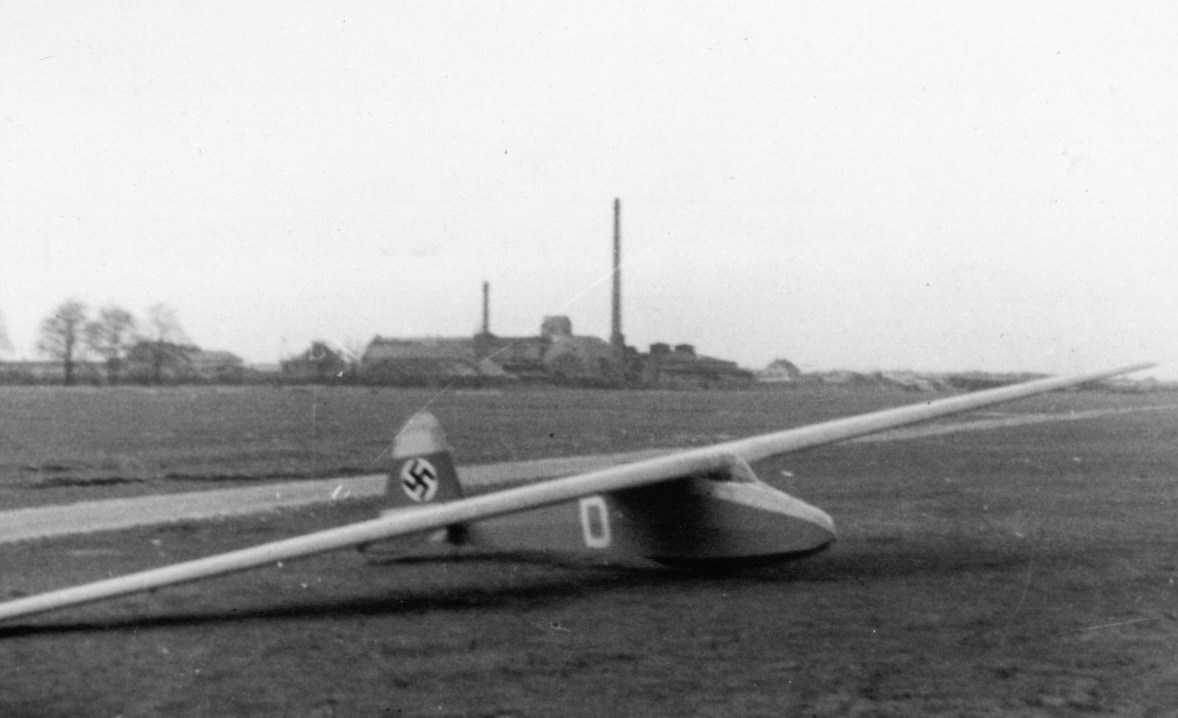
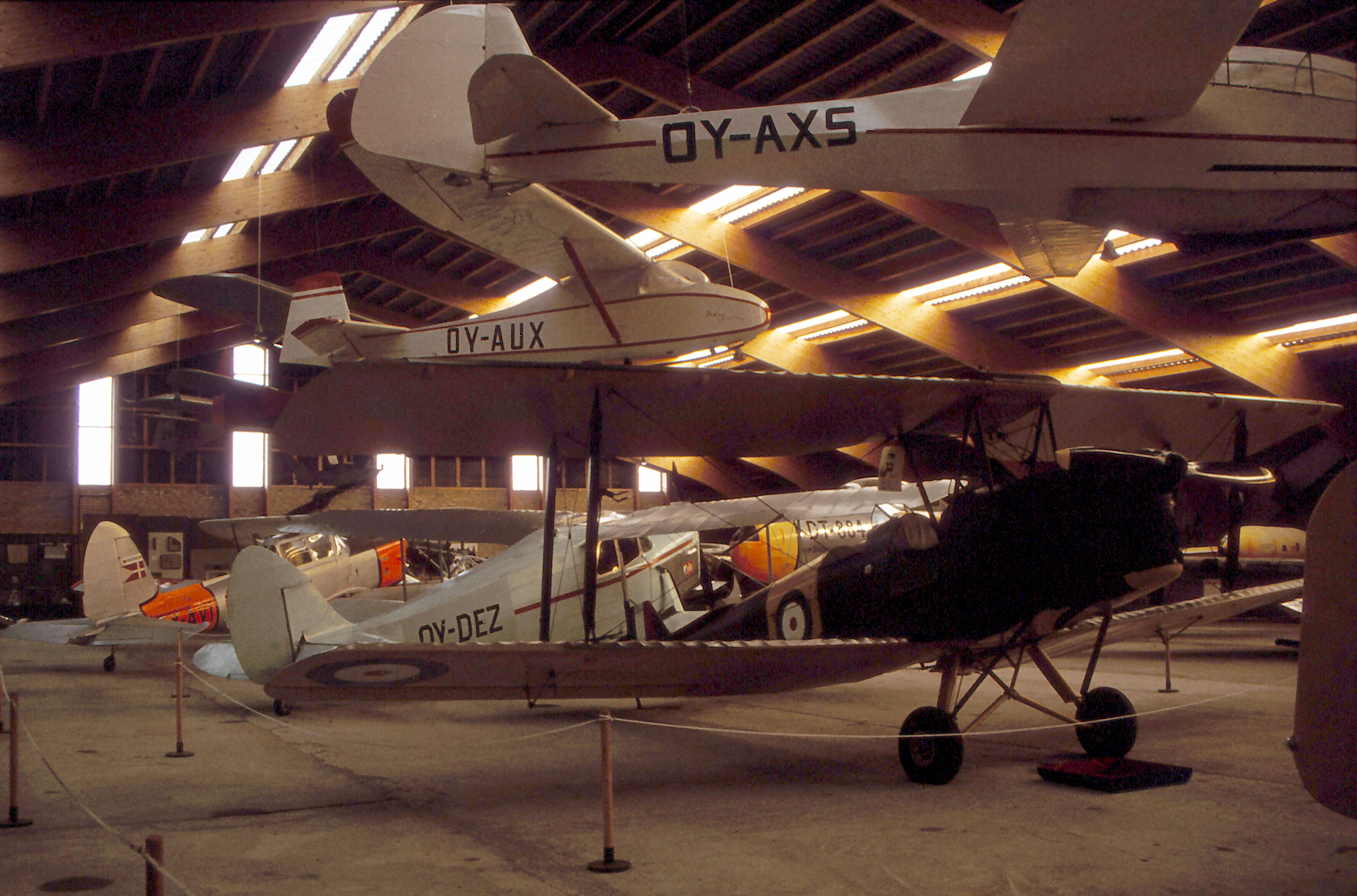
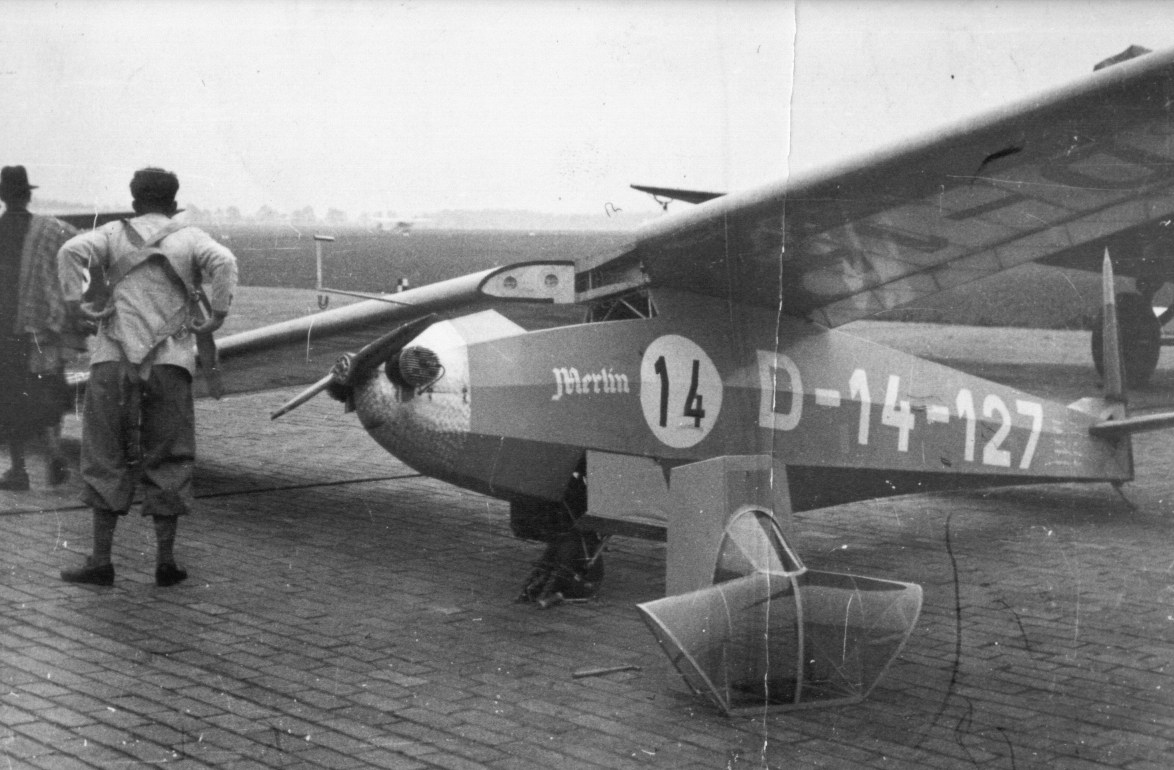